# Ciorbă de perișoare
Ciorbă de perișoare és un dels brous més típics de Romania. Depenent de la regió, els ingredients pel què fa la verdura, poden variar.

## La recepta de ciorbă de perișoare
Per a les mandonguilles: 500 g de carn picada de porc, carn de bou o de vedella, 60-80 g d'arròs, una ceba, 1 ou, la farigola, el julivert, una llesca de pa blanc a remull en aigua, 1-2 cullerades de farina.
Per a la sopa: 2-3 litres d'aigua o brou de carn, ½ pebrot, 1 ceba, 1 pastanaga, un tros de porro (opcional), 2 cullerades d'oli, sal, pebre, herbes barrejades i picat (fulles d'api, lovage, anet, julivert), 2 rovells d'ou, crema agra o iogurt; alls, un tomàquet tallat a trossos.

## Preparació ciorbei de perișoare
Boles de carn: primer de tot es posa a bullir 500 ml. d'aigua en un cassó. Quan l'aigua està bullint, cal afegir l'arròs al cap de dos minuts. Després, s'escorre l'arròs i esbandiu-lo sota aigua corrent fredo. A la carn, cal afegir-hi la ceba tallada molt petita, l'arròs bullit, l'ou, el julivert, la sal i el pebre, potser una culleradeta de pebre vermell. Després, s'amassar bé el compost, i s'agafa una cullerada de carn, de la mida d'una oliva grans (en altres receptes com una pruna), per formar una bola ben rodona. Quan les boles siguin prou rodones per rodar, posar-hi farina.
Sopa: Es rallen les verdures i la ceba amb el ratllador amb grans forats o tallat en forma juliana i es fregeixen unes dues cullerades d'oli per donar-li més gust. Quan la sal i l'aigua o el brou de carn hagi començat a bullir, cal posar-hi les boles i bullir-les uns 5 minuts a foc lent, fins que surin. Al final, cal afegir les verdures i la vegetació, deixant que la sopa al foc tapada uns tres minuts. La crema agra (o iogurt) es posa amb els rovells d'ou i dues cullerades d'aigua freda. Després, es dilueix amb una cullera de sopa calenta i es canvia a l'olla. Finalment s'hi posa la sal i pebre que es desitgi. És important, servir la sopa amb una mica de crema agra/iogurt i julivert o anet picat verd.

## Variacions
- Brou de pollastre farcits[3]
- Sopa amb mandonguilles de carn de peix[4]
- Si s'utilitza suc de llimona, la sopa es diu "a la grega", però no s'ha de confondre amb la sopa grega anomenada avgolemono.[5]